# 관계 마케팅
관계 마케팅(relationship marketing)은 직접 마케팅에서 발전한 마케팅의 일종으로, 판매 거래가 아닌 고객 유지와 만족을 강조한다. RMO(relationship marketing officer)는 마케팅을 대행해 주고 일종의 수수료를 받는 전문 마케터를 가리킨다.

## 같이 보기
- 고객 관계 관리